# Glauco Onorato
Glauco Onorato (Torino, 7 dicembre 1936 – Roma, 31 dicembre 2009) è stato un attore, doppiatore e direttore del doppiaggio italiano.
È stato uno dei più rappresentativi doppiatori della sua generazione, dando la voce ad attori come Bud Spencer, Charles Bronson, Danny Glover, James Coburn, Lino Ventura ed Arnold Schwarzenegger.

## Biografia

### Carriera di attore
Figlio dell'attore palermitano Giovanni Onorato, fratello di Marco Onorato, direttore della fotografia, e Maria Virginia Onorato, attrice, regista e sceneggiatrice, e padre di Riccardo e Sara Onorato (nata nel 1977), attore e doppiatore, si è formato all'Accademia d'arte drammatica "Silvio d'Amico". Oltre ad aver doppiato molti celebri attori, ha recitato per il cinema, la televisione e il teatro. Tra i film che ha girato: I tre volti della paura di Mario Bava, I girasoli di Vittorio De Sica, Le cinque giornate di Dario Argento (con il quale tornò a collaborare per un episodio del ciclo televisivo La porta sul buio), Il vizietto II, Zucchero, miele e peperoncino e Chi nasce tondo..., suo ultimo film nel 2008. Ha partecipato a quasi un intero ciclo di commedie che Eduardo De Filippo registrò per la Rai negli anni sessanta, tra cui Bene mio, core mio, La paura numero uno e Mia famiglia, interpretando quasi sempre lo stesso ruolo, quello di un giovane innamorato della figlia del protagonista, di solito Eduardo.

Glauco Onorato (a sinistra) e Luigi Vannucchi in una scena di Uomini e topi (1958)

Ha recitato nello sceneggiato televisivo Una tragedia americana di Anton Giulio Majano (1962) e nello storico I promessi sposi (1967), dove è stato diretto da Sandro Bolchi nell'interpretazione del Griso, uno dei bravi di Don Rodrigo, ottenendo l'apprezzamento del pubblico e della critica. Nello stesso anno ha partecipato allo sceneggiato Vita di Cavour nel ruolo di Giuseppe Garibaldi. Nel 1968 è stato fra i protagonisti del classico La freccia nera vestendo i panni di Ellis Duckworth, il capo dei banditi. Nel 1971 ha partecipato allo sceneggiato La vita di Leonardo da Vinci di Renato Castellani, interpretando Piero da Vinci, padre di Leonardo. Negli ultimi anni della sua lunga carriera ha preso parte a diverse fiction, tra cui Le ali della vita 2, CentoVetrine e A voce alta.
A teatro è stato in scena nel 1978 con Enrico Montesano nella commedia musicale Rugantino, dove recitava la parte di Gnecco; nel 1985 era con Corrado Pani in Una burla riuscita, su testo di Tullio Kezich tratto da un racconto di Italo Svevo, per la regia di Egisto Marcucci. Nel 1987 fu protagonista, con Didi Perego, di Marina, di Edward Albee, diretta da Giancarlo Nanni; nel 1992 ha recitato in Pazza di Tom Topor (regia di Giancarlo Sepe) al fianco di Ottavia Piccolo. È stato il sir John Falstaff di un classico shakespeariano, Le allegre comari di Windsor, nel 1997, diretto da Nucci Ladogana. Nel 2001 ha interpretato il ruolo di Osio di Cordova, consigliere dell'imperatore Costantino, nello spettacolo "Costantino" scritto e diretto da Daniela Eritrei ed interpretato da Milo Vallone. Nel 2003, infine, ha recitato nello spettacolo Sapienza di Rosvita, per la regia di Roberto Biselli.

### Carriera di doppiatore
Doppiatore dall'inconfondibile timbro vocale, era famoso per aver doppiato Bud Spencer in quasi tutte le sue interpretazioni. Per essere commerciabili anche all'estero, molti film erano girati in inglese e venivano doppiati in italiano per rendere più neutra la pronuncia degli attori (che avevano spesso parlate dagli accenti locali), ritenuta più adeguata a un pubblico nazionale. Ha prestato la voce anche a Charles Bronson (ad esempio ne I magnifici sette, I 4 del Texas e Il giustiziere della notte 5), a James Coburn (ad esempio ne La grande fuga e Sciarada), a Danny Glover (ad esempio nella serie di Arma letale), ad Arnold Schwarzenegger in alcuni dei suoi film più iconici (come Terminator e Predator), oltre che a Lee Marvin (ad esempio ne L'uomo che uccise Liberty Valance) e a Oliver Reed (ne I tre moschettieri, Venom e Il gladiatore).
Altri attori doppiati da Onorato: Anthony Quinn, Tony Burton, Nick Nolte, Lino Ventura, David A. Hess, Omar Sharif, Rock Hudson, Dick Van Dyke, Brian Dennehy, Terence Stamp, Gene Hackman, Rutger Hauer, Kris Kristofferson, John Goodman, Stephen Boyd, O. J. Simpson, Sidney Poitier, Lee Marvin, Sean Connery, Walter Matthau, John Wayne. Tra i telefilm si ricordano Le strade di San Francisco, La signora in giallo, Twin Peaks, Jarod il camaleonte, West Wing - Tutti gli uomini del Presidente, Roswell, Senza traccia, Raven.
Ha doppiato anche personaggi dei film d'animazione Disney: il Toro in piedi in Peter Pan (ridoppiaggio del 1986), il Danese ne La carica dei 101 (1961), il diavolo custode di Pluto in Porgimi la zampa (doppiaggio del 1967), il capitano delle guardie in Robin Hood, il Fantasma del Natale presente in Canto di Natale di Topolino (ridoppiaggio del 1990), B.P Richfield ne I dinosauri, il professor Rattigan in Basil l'investigatopo (1986), Sykes in Oliver & Company (1988), la Caverna delle Meraviglie in Aladdin, James Earl Jones in Fantasia 2000 (1999), Kron in Dinosauri (2000), il capitano Gantu in Lilo & Stitch (2002) e Kazar in Uno zoo in fuga (2006). In Charlie - Anche i cani vanno in paradiso (1989) ha dato la voce a Carface e nel giapponese Princess Mononoke (1997) a Okkotonushi.
Nei cartoni animati è noto per aver doppiato lo Sciamano in Aladdin, Lorentz Keele in Neon Genesis Evangelion, Morbo (nella prima stagione) in Futurama, capitano Gantu in Lilo & Stitch, re Filippo nell'anime Alexander - Cronache di guerra di Alessandro il Grande, George Harrison nel film d'animazione del 1968 Yellow Submarine. Nel 1995 ha vinto il premio "Leggio d'oro miglior interpretazione maschile dell'anno" per il doppiaggio di Arnold Schwarzenegger in True Lies.

### Morte
Malato da tempo, è morto a Roma all'ospedale San Camillo il 31 dicembre 2009, all'età di 73 anni. Il funerale è stato celebrato il 4 gennaio 2010 nella basilica di Santa Maria in Trastevere; riposa, accanto al padre Giovanni, nel cimitero di Montenero in Sabina.

## Vita privata
Era padre dell'attore-doppiatore Riccardo Niseem Onorato, del religioso Giovanni Onorato e della doppiatrice Sara Onorato.

## Filmografia

### Cinema

Glauco Onorato nel film Giacobbe, l'uomo che lottò con Dio (1963)

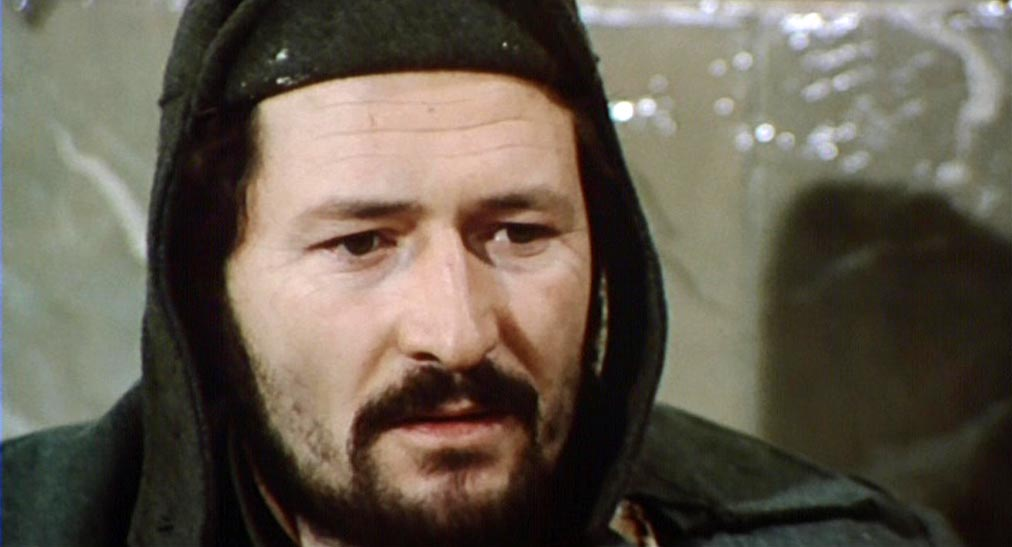
Glauco Onorato in I girasoli (1970)

- Spavaldi e innamorati, regia di Giuseppe Vari (1959)
- I baccanali di Tiberio, regia di Giorgio Simonelli (1960)
- I normanni, regia di Giuseppe Vari (1962)
- Giacobbe, l'uomo che lottò con Dio, regia di Marcello Baldi (1963)
- Lo sceicco rosso, regia di Fernando Cerchio (1963)
- I Wurdalak, episodio di I tre volti della paura, regia di Mario Bava (1963)
- La ronda, episodio di Amori pericolosi, regia di Carlo Lizzani (1964)
- La rivincita di Ivanhoe, regia di Tanio Boccia (1965)
- Le piacevoli notti, regia di Luciano Lucignani e Armando Crispino (1966)
- John il bastardo, regia di Armando Crispino (1967)
- Il magnifico texano, regia di Luigi Capuano (1968)
- La collina degli stivali, regia di Giuseppe Colizzi (1969)
- I girasoli, regia di Vittorio De Sica (1970)
- Incontro, regia di Piero Schivazappa (1971)
- W Django!, regia di Edoardo Mulargia (1971)
- L'ultimo uomo di Sara, regia di Maria Virginia Onorato (1973)
- Troppo rischio per un uomo solo, regia di Luciano Ercoli (1973)
- Fra' Tazio da Velletri, regia di Romano Scandariato (1973)
- Le cinque giornate, regia di Dario Argento (1973)
- Wer stirbt schon gerne unter Palmen?, regia di Alfred Vohrer (1974)
- Colpita da improvviso benessere, regia di Franco Giraldi (1975)
- Carambola, filotto... tutti in buca, regia di Ferdinando Baldi (1975)
- Profondo rosso, regia di Dario Argento (1975)
- Maria R. e gli angeli del Trastevere, regia di Elfriede Gaeng (1976)
- Il grande racket, regia di Enzo G. Castellari (1976)
- L'altra metà del cielo, regia di Franco Rossi (1977)
- Poliziotto sprint, regia di Stelvio Massi (1977)
- Stringimi forte papà, regia di Michele Massimo Tarantini (1978)
- Zucchero, miele e peperoncino, regia di Sergio Martino (1980)
- Stark System, regia di Armenia Balducci (1980)
- Il vizietto II, regia di Édouard Molinaro (1980)
- Chi nasce tondo..., regia di Alessandro Valori (2008)

### Televisione
- Il mondo è una prigione, regia di Vittorio Cottafavi (1962)
- Una tragedia americana, regia di Anton Giulio Majano (1962)
- Delitto e castigo, regia di Anton Giulio Majano (1963)
- La paura numero uno, regia di Eduardo De Filippo (1964)
- Bene mio core mio, regia di Eduardo De Filippo (1964)
- Mia famiglia, regia di Eduardo De Filippo (1964)
- Antonio e Cleopatra, regia di Vittorio Cottafavi (1965)
- Vita di Dante, regia di Vittorio Cottafavi (1965)
- Trampoli, regia di Claudio Fino (1966)
- Caravaggio, regia di Silverio Blasi (1967)
- I promessi sposi, regia di Sandro Bolchi (1967)
- Vita di Cavour, regia di Piero Schivazappa (1967)
- La Roma di Moravia, regia di Daniele D'Anza (1967)
- La freccia nera (7 episodi, 1968-1969)
- Il triangolo rosso (1 episodio, 1969)
- I fratelli Karamazov (1969)
- Antonio Meucci cittadino toscano contro il monopolio Bell, regia di Daniele D'Anza (1970)
- La vita di Leonardo da Vinci, regia di Renato Castellani (1971)
- Joe Petrosino, regia di Daniele D'Anza (1972)
- Prima, durante e dopo la partita, regia di Gian Domenico Giagni (1972)
- Le avventure del barone Von Trenck (1972)
- Assunta Spina, regia di Carlo Di Stefano (1973)
- La porta sul buio - episodio Testimone oculare (1973)
- Nucleo centrale investigativo, regia di Vittorio Armentano (1974)
- L'assassinio dei fratelli Rosselli, regia di Silvio Maestranzi (1974)
- Canossa, regia di Silverio Blasi (1974)
- Processo per l'uccisione di Raffaele Sonzogno giornalista romano, regia di Alberto Negrin (1975)
- Aggressione nella notte (Asalto nocturno) di Alfonso Sastre, prosa, regia di Pino Passalacqua, trasmessa il 19 dicembre 1975.
- Gesù di Nazareth, regia di Franco Zeffirelli (1977)
- Dopo un lungo silenzio, regia di Piero Schivazappa (1978)
- L'inafferrabile Rainer (L'étrange monsieur Duvallier) (1 episodio, 1979)
- Bambole: scene di un delitto perfetto, regia di Alberto Negrin (1980)
- Parole e sangue, regia di Damiano Damiani (1982)
- Aeroporto internazionale, regia di Paolo Poeti (1985)
- I due prigionieri, regia di Anton Giulio Majano (1985)
- La grande cabriolé, regia di Nina Companéez (1989)
- Donne armate, regia di Sergio Corbucci (1990)
- La piovra 6 - L'ultimo segreto, regia di Luigi Perelli (1992)
- Tre passi nel delitto: Villa Maltraversi, regia di Fabrizio Laurenti (1993)
- Uno di noi, regia di Fabrizio Costa (1996)
- Don Matteo (1 episodio, 2000)
- Le ali della vita 2, regia di Stefano Reali (2001)
- CentoVetrine, registi vari (2001)
- Sant'Antonio di Padova, regia di Umberto Marino (2002)
- Luisa Sanfelice, regia di Paolo e Vittorio Taviani (2004)
- Caterina e le sue figlie, regia di Fabio Jephcott (2005)
- Distretto di Polizia 5, regia di Lucio Gaudino, 3 episodi (2005)
- I colori della vita, regia di Stefano Reali (2005)
- L'amore non basta, regia di Tiziana Aristarco (2005)
- A voce alta, regia di Vincenzo Verdecchi (2006)
- Questa è la mia terra, regia di Raffaele Mertes (2006)
- La principessa del poligono, regia di Rafael Montesinos (2007)
- Il sangue e la rosa, regia di Salvatore Samperi e Luciano Odorisio (2008)

## Doppiaggio

### Cinema
- Bud Spencer in Dio perdona... io no!, I quattro dell'Ave Maria, Gott mit uns (Dio è con noi), La collina degli stivali, Un esercito di 5 uomini, Lo chiamavano Trinità..., ...continuavano a chiamarlo Trinità, ...più forte ragazzi!, Si può fare... amigo, Torino nera, Una ragione per vivere e una per morire, Anche gli angeli mangiano fagioli, Piedone lo sbirro, ...altrimenti ci arrabbiamo!, Porgi l'altra guancia, I due superpiedi quasi piatti, Lo chiamavano Bulldozer, Pari e dispari, Io sto con gli ippopotami, Uno sceriffo extraterrestre... poco extra e molto terrestre, Chissà perché... capitano tutte a me, Chi trova un amico trova un tesoro, Banana Joe, Bomber, Cane e gatto, Nati con la camicia, Non c'è due senza quattro, Miami Supercops (I poliziotti dell'8ª strada), Superfantagenio, Big Man, Un piede in paradiso
- Lino Ventura in Il clan dei siciliani, La via del rhum, Ultimo domicilio conosciuto, Il tocco della medusa, Il rompiballe, Guardato a vista, Alzati spia, Morti sospette, Dai sbirro, Una donna e una canaglia
- James Coburn in La grande fuga, La croce di ferro, Sciarada, L'albero della vendetta, Baltimore Bullet, Bocca da fuoco, L'ultimo gigolò, Sister Act 2 - Più svitata che mai, Affliction
- Anthony Quinn in La 25ª ora, Sergente Flep indiano ribelle, Contratto marsigliese, Il magnate greco, Revenge - Vendetta, Jungle Fever, L'impero del crimine, Gotti
- Danny Glover in Arma letale, Arma letale 2, Arma letale 3, Arma letale 4, Grand Canyon - Il cuore della città, 3 A.M. - Omicidi nella notte, Dreamgirls, Shooter
- Charles Bronson in I magnifici sette, I 4 del Texas, Il giustiziere della notte 5, Quando l'inferno si scatena, Telefon, Due sporche carogne - Tecnica di una rapina, La legge di Murphy, Assassination
- Nello Pazzafini in Sansone contro i pirati, Ercole contro Roma, Zorro il ribelle, 7 pistole per un massacro, La legge dei gangsters, Dio, sei proprio un padreterno!, La poliziotta fa carriera
- Arnold Schwarzenegger in Terminator, Commando, Codice Magnum, Predator, True Lies, Una promessa è una promessa
- Lee Marvin in L'uomo che uccise Liberty Valance, I tre della Croce del Sud, Ci rivedremo all'inferno, Il grande uno rosso
- George Kennedy in Una calibro 20 per lo specialista, Assassinio sul Nilo, Airport '77, Obiettivo "Brass"
- Sidney Poitier in La parete di fango, La pelle degli eroi, Il seme dell'odio
- James Saito in Tartarughe Ninja alla riscossa
- Jesse Doran in A Beautiful Mind
- Mark Margolis in 1492 - La conquista del paradiso
- Ray Charles in The Blues Brothers - I fratelli Blues
- Yaphet Kotto in 007 Vivi e lascia morire, Brubaker
- Thom Barry in Space Jam
- Frank Welker in Spawn
- Dick Van Dyke in Una notte al museo
- Terence Stamp in Star Wars - Episodio I - La minaccia fantasma
- Nick Nolte in 48 ore, Teachers, Terzo grado
- George C. Scott in Fenomeni paranormali incontrollabili
- Mr. T in Rocky III
- Sean Connery in The Avengers - Agenti speciali
- Eddie Albert in Il giorno più lungo
- Adam West in Batman
- Walter Matthau in Lo strizzacervelli
- Gene Hackman in Senza via di scampo, Eureka
- Delroy Lindo in Nome in codice: Broken Arrow, L'avvocato del diavolo
- Keith David in Platoon
- Jean-Pierre Castaldi in Asterix & Obelix contro Cesare
- Joe Don Baker in GoldenEye, Il domani non muore mai
- Winston Stona in Cool Runnings - Quattro sottozero
- Oliver Reed in I tre moschettieri, Il gladiatore
- Stephen Boyd in Ben-Hur
- Tomisaburō Wakayama in Black Rain - Pioggia sporca
- Robert Loggia in Bella, bionda... e dice sempre sì
- Burt Reynolds in La storia di Ruth, donna americana, Il tempo dei cani pazzi, Cuore di lupo
- Bill Cobbs in Il colore dei soldi
- Ji-Tu Cumbuka in Chi più spende... più guadagna!
- Fred Dalton Thompson in Nel centro del mirino
- Hulk Hogan in Assalto all'isola del Diavolo, Assalto alla montagna della morte
- Daniel von Bargen in Sol levante
- Marco St. John in Thelma & Louise
- Lucien Bodard in Il nome della rosa
- Raf Baldassarre in Sei già cadavere amigo... ti cerca Garringo, Gatti rossi in un labirinto di vetro
- Joe Viterelli in Terapia e pallottole, Un boss sotto stress
- Giovanni Cianfriglia in Danza macabra, Superargo contro Diabolikus
- Miguel Ángel Fuentes in L'uomo puma
- Gary Whelan in Michael Collins
- Bill McKinney in Il miglio verde
- Paul Sorvino in Il socio
- Marcel Bozzuffi in Quelli della calibro 38
- Chuck Aspegren in Il cacciatore
- John Ireland in Spartacus
- José Jaspe in Il Tulipano Nero
- James Earl Jones in Fantasia 2000
- Chuck Low in Mission
- Augie Blunt in Ghost - Fantasma
- Charles Tingwell in Un grido nella notte
- Maurie Fields in Un grido nella notte
- Julian Glover in Troy
- Bing Russell in Soldati a cavallo
- Kieron Moore in La chiave
- Michel Constantin in Il buco
- Al Matthews in Aliens - Scontro finale
- Jess Hahn in Il processo
- Brian Glover in Alien³
- Tadao Nakamaro in I misteriani
- Pierre Mondy in Le donne sono deboli
- Patrick Wayne in I comanceros
- Wilford Brimley in Sindrome cinese
- Harry Guardino in Il re dei re
- Harry Bellaver in Una splendida canaglia
- Pietro Ceccarelli in Zio Adolfo in arte Führer
- Indio Gonzàles in Lo credevano uno stinco di santo
- John Bartha in La Pantera Rosa
- Conrado San Martín in Voltati... ti uccido!
- Luis Dávila in L'uomo dalla pistola d'oro
- J. D. Cannon in Blitz nell'oceano
- John Lone in L'uomo dei ghiacci
- Shay Gorman in Le ceneri di Angela
- Ken Scott in Ossessione di donna

### Film d'animazione
- Gump in Nel fantastico mondo di Oz
- Professor Rattigan in Basil l'investigatopo
- Carface in Charlie - Anche i cani vanno in paradiso
- Kazar in Uno zoo in fuga
- Caverna delle Meraviglie in Aladdin
- Capitano Gantu in Lilo & Stitch, Provaci ancora Stitch! e Leroy & Stitch
- Sykes in Oliver & Company
- Kron in Dinosauri
- Capo Toro in piedi in Le avventure di Peter Pan (ed.1986)
- Danny il Danese in La carica dei cento e uno
- Capitan Coccodrillo in Robin Hood
- Hernan Cortès in La strada per El Dorado
- Filippo in Alexander - The movie
- Quinto Arrio in Ben Hur
- George Harrison in Yellow Submarine
- Okkotonushi in Princess Mononoke (primo doppiaggio)

### Serie animate
- Morbo in Futurama (1ª voce)
- Capitano Gantu in Lilo & Stitch (serie animata)

### Sceneggiati e film TV
- Danny Glover in La leggenda di Earthsea
- Derek Jacobi in Il brivido dell'imprevisto
- Anthony Quinn in Gesù di Nazareth
- Raymond Gérôme in La rivoluzione francese
- Peter Woodthorpe in L'Odissea
- John Turner in Merlino
- David Huddleston e Louis Zorich in Colombo

### Videogiochi
- Kron in Dinosauri[5]

### Direttore del doppiaggio
- Film: Miami Supercops (I poliziotti dell'8ª strada), Superfantagenio, Roba da ricchi, Tu sei il mio destino (riedizione Tv)
- Televisione: Dalle 9 alle 5, orario continuato, La signora col taxi, Big Man